# 丹尼尔·卡明
丹尼尔·卡明（英語：Daniel Cumming，1960年12月8日—），澳大利亚男子摔跤运动员。他曾代表澳大利亚参加1986年英联邦运动会摔跤比赛，获得一枚银牌。他也曾参加1988年夏季奥林匹克运动会。